# Безбог (връх)
Вижте пояснителната страница за други значения на Безбог.
Безбог или Бесбог е гранитен връх в Пирин, разположен на Полежанското странично било. Висок е 2653 метра. Намира се на разклонение на полежанското било, което се отделя от Полежан и се разкланя още веднъж от самия връх Безбог. Склоновете му към Полежан и заравнението при Полежан-поляна са каменисти. На изток започва покрития с клек Безбожки рид. Той обгръща скътаните под него Безбожки езера. През този рид преминава пътеката от хижа Безбог за Поповото езеро (през т. нар. „Малка душевадка“). На север от Безбог започва къс рид с тревисто-каменисти склонове във високите части и гъст клек в района на по-ниския връх Безбожка тумба (2263 метра). Западните склонове на Безбог към Полежанския циркус са скалисти и много стръмни, на места отвесни.
Лесно се изкачва от хижа Безбог (преходът е около час и половина, връщането около 1 час) по тясна пътека, която се вие между клека и може да загуби по-невнимателните туристи. Може да се покори също от юг, тоест от седловината към връх Полежан, откъдето няма храсти и изкачването е неусетно. Името на върха означава „злочест“, „който носи нещастие“. На върха е оформена голяма каменна камара, с която е свързана легенда за името Безбог. Бог Перун имал хубава дъщеря, която живеела край Самодивските езера, но в съседния циркус живеел бог Бес, който решил да грабне хубавицата. Брат ѝ Дженгал (виж връх Дженгал) научил за намеренията му и го подгонил, докато накрая не го настигнал на връх Безбог. Там го убил и го затрупал с камъни – камарата създава точно такова впечатление.